# 로이 뒤피
로이 뒤피(Roy Dupuis, 1963년 4월 21일 ~ )는 캐나다의 배우이다.

## 출연 작품
- 키스 미 위드 올 유어 러브 (2016)
- 금지된 방 (2015)
- 어나더 하우스 (2013)
- 코토 루즈 (2011)
- 트뤼프 (2008)
- 노 히트 노 런 썸머 (2008)
- 퍼블릭 에너미 넘버원 (2008)
- 로켓: 로켓 리차드의 전설 (2007)
- 악마와 악수 (2007)
- 이모션 아리스메틱 (2007)
- 알버트의 합중국 (2005)
- 모리스 리차드 (2005)
- 그건 내가 아냐 (2004)
- 니키타 5 (2001)
- 니키타 4 (2000)
- 니키타 3 (1999)
- 니키타 2 (1998)
- 프리 머니 (1998)
- 페타 윌슨의 니키타 (1997)
- 니키타 1 (1997)
- 헤모글로빈 (1997)
- 스크리머스 (1995)
- 밀리언 달러 베이비 (1994)
- 모델 작가 그리고 애인 (1993)
- 당 르 방트르 디 드라공 (1989)